# Eckartsbach
Der Eckartsbach ist ein linksseitiger Zufluss der Lausitzer Neiße mit einer Länge von ca. 10 km in der Stadt Zittau des ostsächsischen Landkreises Görlitz.

## Beschreibung
Der Bach entspringt am nordwestlichen Ortsrand von Oberseifersdorf am Rande der Kohlige in einer Senke südlich des Steinberges (373,5 m ü.NN) bzw. nordöstlich des Pferdeberges und wird nach ca. 50 m von der Bundesstraße 178 überquert, die am Sonnenhübel die Wasserscheide zum Erlichbach überschreitet. An seinem Oberlauf, der anfänglich nach Südosten, ab dem Schanzberg dann nach Süden durch eine sanfte Mulde führt, erstreckt sich das Dorf Oberseifersdorf.
Unterhalb der Einmündung des Krebsbaches fließt der Eckartsbach beim Gehöft Lehdegarten unter der neuen B 178 hindurch nach Eckartsberg. Vom Schleekretscham abwärts hat sich der Bach östlich des Höllberges ein tiefes Tal geschaffen, in dem 1676 die Schleemühle erbaut wurde. Auf diesem Abschnitt wurde früher in mehreren Steinbrüchen Basaltschotter gewonnen.
In Höhe der Hasenberggüter fließt der Eckartsbach auf die Gemarkung der Stadt Zittau; er nimmt dort südöstliche Richtung und umfließt die Stadt im Norden und Osten, dabei wird er von der Bahnstrecke Zittau–Görlitz überbrückt. Linksseitig auf der Terrasse über dem Tal erstreckt sich das Dorf Eckartsberg, wobei der Eckartsbach nahe der Gemarkungsgrenze abwechselnd auf Zittauer und Eckartsberger Flur fließt. Nach Zittau hin steigt das Geländeniveau nur gering an, die breite und fruchtbare Aue wurde früher von den zahlreichen Zittauer Gärtnern zum Gemüseanbau genutzt. Seit dem Ende des 19. Jahrhunderts erweitert sich die Stadt nach der Eckartsbachaue, ein großer Teil des ehemaligen Gärtnerlandes in Zittau Nord und Zittau Ost ist inzwischen der Wohnbebauung gewichen.
Am Zittauer Krematorium wird der Bach von der Bundesstraße 99 überquert. Auf seinem letzten Abschnitt fließt der begradigte Eckartsbach westlich und südlich des Weinauparks durch Zittau. Vor der Trockenlegung des Sumpfgebietes Weinau speiste der Bach am Fuße des Weinbergs bei der Neumühle die acht Weinauteiche (Komturteich, Aueteich, Lehmanns Teich, Oberer, Mittlerer und Nieder Bergteich, Lessigteich, Mühlteich). Der Bach mündet nördlich der Brücke Chopinstraße an der Grenze zu Polen in die Lausitzer Neiße.

## Hochwasser
Am 27. Mai 1984 überflutete der Bach in Oberseifersdorf nach einem Wolkenbruch fast 30 Häuser.
Der untere Eckartsbach in Zittau ist bei Neißehochwassern von Rückstau betroffen. Bereits bei einem mittleren Hochwasser HQ 20 kommt es dadurch zu weiträumigen Überschwemmungen der angrenzenden bebauten Flächen. Am 7. und 8. August 2010 führten anhaltende Starkniederschläge zu einem Jahrhunderthochwasser der Neiße, das den Abfluss des  ebenfalls stark hochwasserführenden Eckartsbaches verhinderte und den gesamten Weinaupark einschließlich des Tierparks und des Weinauparkstadions überflutete. Binnen kurzer Zeit staute sich in dem Park das Wasser bis zu einer Höhe von 1,5 m, teilweise bis zu 2,5 m  und verwandelte ihn in einen großen See.